# Romeny-sur-Marne
 Romeny-sur-Marne  es una población y comuna francesa, en la región de Picardía, departamento de Aisne, en el distrito de Château-Thierry y cantón de Charly-sur-Marne.

## Demografía
| 314 | 306 | 309 | 339 | 363 | 419 |
| Para los censos de 1962 a 1999 la población legal corresponde a la población sin duplicidades (Fuente: INSEE [Consultar]) |     |     |     |     |     |